# Thorigné-d'Anjou
Pour les articles homonymes, voir Thorigné.
Thorigné-d'Anjou est une commune française située dans le département de Maine-et-Loire en région Pays de la Loire.

## Géographie

### Localisation
Commune angevine de la partie orientale du Segréen, Thorigné-d'Anjou se situe 4 km au nord-est du Lion-d'Angers, sur les routes D 191, Champteussé-sur-Baconne / Grez-Neuville, et D 770, Le Lion-d'Angers / Champigné.
Thorigné se situe sur l'unité paysagère des plateaux du Haut Anjou.

### Climat
Pour des articles plus généraux, voir Climat des Pays de la Loire et Climat de Maine-et-Loire.
En 2010, le climat de la commune est de type climat océanique altéré, selon une étude du CNRS s'appuyant sur une série de données couvrant la période 1971-2000. En 2020, Météo-France publie une typologie des climats de la France métropolitaine dans laquelle la commune est exposée à un climat océanique et est dans la région climatique Moyenne vallée de la Loire, caractérisée par une bonne insolation (1 850 h/an) et un été peu pluvieux.
Pour la période 1971-2000, la température annuelle moyenne est de 11,8 °C, avec une amplitude thermique annuelle de 14,2 °C. Le cumul annuel moyen de précipitations est de 687 mm, avec 11,5 jours de précipitations en janvier et 6,1 jours en juillet. Pour la période 1991-2020, la température moyenne annuelle observée sur la station météorologique de Météo-France la plus proche, « Segré_sapc », sur la commune de Segré-en-Anjou Bleu à 17 km à vol d'oiseau, est de 12,8 °C et le cumul annuel moyen de précipitations est de 704,6 mm,. Pour l'avenir, les paramètres climatiques de la commune estimés pour 2050 selon différents scénarios d'émission de gaz à effet de serre sont consultables sur un site dédié publié par Météo-France en novembre 2022.

## Urbanisme

### Typologie
Au 1er janvier 2024, Thorigné-d'Anjou est catégorisée bourg rural, selon la nouvelle grille communale de densité à sept niveaux définie par l'Insee en 2022.
Elle est située hors unité urbaine. Par ailleurs la commune fait partie de l'aire d'attraction d'Angers, dont elle est une commune de la couronne,. Cette aire, qui regroupe 81 communes, est catégorisée dans les aires de 200 000 à moins de 700 000 habitants,.

### Occupation des sols
L'occupation des sols de la commune, telle qu'elle ressort de la base de données européenne d’occupation biophysique des sols Corine Land Cover (CLC), est marquée par l'importance des territoires agricoles (90 % en 2018), en diminution par rapport à 1990 (97,1 %). La répartition détaillée en 2018 est la suivante : 
prairies (35,4 %), terres arables (25,4 %), zones agricoles hétérogènes (25,3 %), mines, décharges et chantiers (4,5 %), cultures permanentes (3,9 %), zones urbanisées (2,3 %), milieux à végétation arbustive et/ou herbacée (1,9 %), forêts (1,3 %). L'évolution de l’occupation des sols de la commune et de ses infrastructures peut être observée sur les différentes représentations cartographiques du territoire : la carte de Cassini (XVIIIe siècle), la carte d'état-major (1820-1866) et les cartes ou photos aériennes de l'IGN pour la période actuelle (1950 à aujourd'hui).

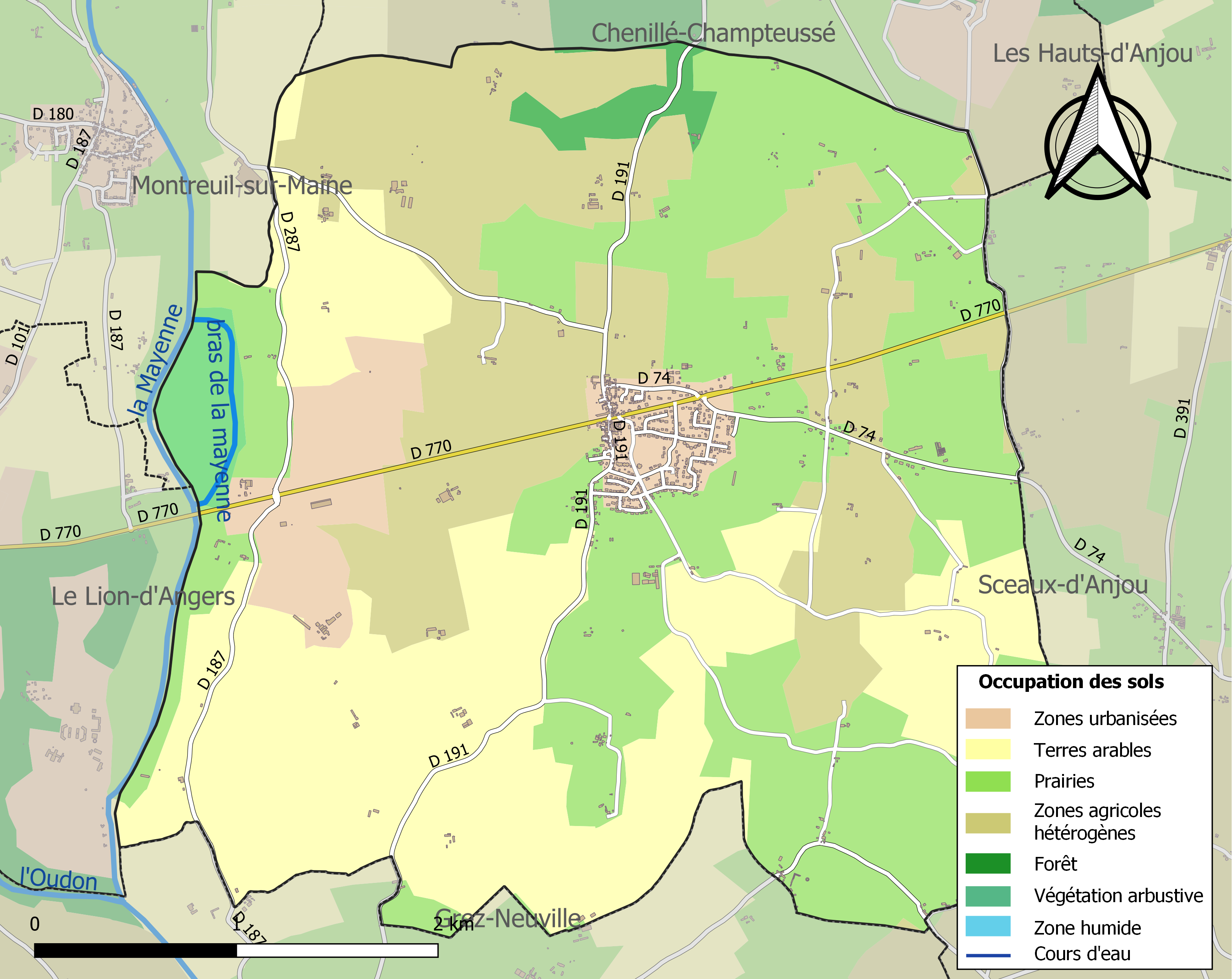
Carte des infrastructures et de l'occupation des sols de la commune en 2018 (CLC).

## Toponymie
Tauriniacum inter Sartam et Meduanam en 996-1010, Thorigné-sur-Maine en 1539, Thorigné-d'Anjou en 1920.

## Histoire
L'existence d'une église est constatée au Xe siècle, probablement plus antique. L'abbaye Saint-Serge y établit un prieuré, qui devient le centre d'un fief important qualifié au XVIe siècle de châtellenie.

## Politique et administration

### Administration municipale
| Période                                  | Période                   | Identité                                           | Étiquette | Qualité                                                                           |
| ---------------------------------------- | ------------------------- | -------------------------------------------------- | --------- | --------------------------------------------------------------------------------- |
| 1789                                     |                           | Boreau du Chesneau (ou de Luschesneau)             |           | Syndic                                                                            |
| 1790                                     | 1791                      | Jean Bernier                                       |           |                                                                                   |
| an III                                   | an IV                     | René Bellanger                                     |           | Agent municipal                                                                   |
| an V                                     | an VII                    | Jean Boreau                                        |           | Agent municipal                                                                   |
| 1er messidor an VIII (20 juin 1800)      | 15 juin 1812 (décès)      | Jean Boreau (reprend le nom de Boreau du Chesneau) |           | Maire                                                                             |
| 6 août 1812                              |                           | Jean Cohu                                          |           |                                                                                   |
| 15 janvier 1816                          | 11 août 1830 (démission)  | René Aubry                                         |           |                                                                                   |
| 17 septembre 1830                        |                           | Jean Cohu                                          |           |                                                                                   |
| 1840                                     | novembre 1842 (démission) | Henri-Paul Goirand                                 |           |                                                                                   |
| 6 décembre 1842                          |                           | Pierre-Aimé Millet                                 |           |                                                                                   |
| 11 avril 1848                            |                           | Henri Benoist                                      |           |                                                                                   |
| 1866                                     |                           | Jean Cohu                                          |           |                                                                                   |
| mai 1871                                 |                           | Eugène Levoyer                                     |           |                                                                                   |
| mai 1874                                 | 1878                      | François Rivault                                   |           |                                                                                   |
| 1878                                     | 1886                      | Alexis Voisine                                     |           |                                                                                   |
| 1886                                     | 1899                      | Joseph Guerrier                                    |           |                                                                                   |
| 23 novembre 1899                         |                           | François Chevrollier                               |           |                                                                                   |
| 1920                                     |                           | Charles Chesneau                                   |           |                                                                                   |
| 1922                                     | 30 avril 1929 (décès)     | René Bouron                                        |           |                                                                                   |
| 1929                                     |                           | Joseph Tourneux père                               |           |                                                                                   |
| 1935                                     |                           | Joseph Tourneux fils                               |           |                                                                                   |
| 1947                                     |                           | Maurice Malabeux                                   |           |                                                                                   |
| mai 1953                                 |                           | Joseph Tourneux fils                               |           |                                                                                   |
| mars 1971                                | mars 1977                 | Michel Poisson                                     | SE        |                                                                                   |
| mars 1977                                | 1989                      | Georges Prod'homme                                 |           |                                                                                   |
| mars 1989                                | mars 2008                 | Michel Poisson                                     | SE        | Auditeur comptable Président de la CC de la région du Lion-d'Angers (1995 → 2001) |
| mars 2008                                | mai 2020                  | Michel Villedey                                    | SE        | Chef d'entreprise retraité                                                        |
| mai 2020                                 | mai 2022                  | Éric Frémy                                         |           | Chef d'entreprise                                                                 |
| 15 mai 2022                              | En cours (au 17 mai 2022) | Christelle Lahaye                                  |           | Entrepreneure bien-être                                                           |
| Les données manquantes sont à compléter. |                           |                                                    |           |                                                                                   |

À la suite des démissions de dix des membres du Conseil, de nouvelles élections municipales ont lieu en mai 2022.

### Intercommunalité
La commune est membre de la communauté de communes des Vallées du Haut-Anjou. Elle était précédemment membre de la communauté de communes de la région du Lion-d'Angers, elle même membre du syndicat mixte Pays de l'Anjou bleu, Pays segréen.

## Population et société

### Démographie

#### Évolution démographique
L'évolution du nombre d'habitants est connue à travers les recensements de la population effectués dans la commune depuis 1793. Pour les communes de moins de 10 000 habitants, une enquête de recensement portant sur toute la population est réalisée tous les cinq ans, les populations de référence des années intermédiaires étant quant à elles estimées par interpolation ou extrapolation. Pour la commune, le premier recensement exhaustif entrant dans le cadre du nouveau dispositif a été réalisé en 2008.

En 2022, la commune comptait 1 238 habitants, en évolution de +1,31 % par rapport à 2016 (Maine-et-Loire : +2,12 %, France hors Mayotte : +2,11 %).
| 1793 | 1800 | 1806 | 1821 | 1831 | 1836 | 1841 | 1846 | 1851 |
| ---- | ---- | ---- | ---- | ---- | ---- | ---- | ---- | ---- |
| 683  | 561  | 636  | 689  | 627  | 610  | 692  | 673  | 696  |

| 1856 | 1861 | 1866 | 1872 | 1876 | 1881 | 1886 | 1891 | 1896 |
| ---- | ---- | ---- | ---- | ---- | ---- | ---- | ---- | ---- |
| 662  | 653  | 651  | 621  | 601  | 573  | 556  | 523  | 529  |

| 1901 | 1906 | 1911 | 1921 | 1926 | 1931 | 1936 | 1946 | 1954 |
| ---- | ---- | ---- | ---- | ---- | ---- | ---- | ---- | ---- |
| 501  | 508  | 502  | 457  | 443  | 438  | 416  | 421  | 456  |

| 1962 | 1968 | 1975 | 1982 | 1990 | 1999 | 2006 | 2008  | 2013  |
| ---- | ---- | ---- | ---- | ---- | ---- | ---- | ----- | ----- |
| 414  | 369  | 386  | 576  | 680  | 752  | 978  | 1 042 | 1 189 |

| 2018  | 2022  | - | - | - | - | - | - | - |
| ----- | ----- | - | - | - | - | - | - | - |
| 1 231 | 1 238 | - | - | - | - | - | - | - |

#### Pyramide des âges
La population de la commune est relativement jeune.
En 2018, le taux de personnes d'un âge inférieur à 30 ans s'élève à 43,0 %, soit au-dessus de la moyenne départementale (37,2 %). À l'inverse, le taux de personnes d'âge supérieur à 60 ans est de 14,9 % la même année, alors qu'il est de 25,6 % au niveau départemental.
En 2018, la commune compte 614 hommes pour 617 femmes, soit un taux de 50,12 % de femmes, légèrement inférieur au taux départemental (51,37 %).
Les pyramides des âges de la commune et du département s'établissent comme suit.
| Hommes | Classe d’âge | Femmes |
| ------ | ------------ | ------ |
| 0,0    | 90 ou +      | 0,6    |
| 2,6    | 75-89 ans    | 2,4    |
| 13,0   | 60-74 ans    | 11,2   |
| 17,1   | 45-59 ans    | 18,5   |
| 24,3   | 30-44 ans    | 24,3   |
| 14,7   | 15-29 ans    | 16,7   |
| 28,3   | 0-14 ans     | 26,3   |

| Hommes | Classe d’âge | Femmes |
| ------ | ------------ | ------ |
| 0,9    | 90 ou +      | 2,1    |
| 7      | 75-89 ans    | 9,5    |
| 16,2   | 60-74 ans    | 16,9   |
| 19,4   | 45-59 ans    | 18,7   |
| 18,2   | 30-44 ans    | 17,5   |
| 18,8   | 15-29 ans    | 17,6   |
| 19,5   | 0-14 ans     | 17,6   |

## Économie
Sur 81 établissements présents sur la commune à fin 2010, 36 % relèvent du secteur de l'agriculture (pour une moyenne de 17 % sur le département), 4 % du secteur de l'industrie, 21 % du secteur de la construction, 32 % de celui du commerce et des services et 7 % du secteur de l'administration et de la santé. Cinq ans plus tard, fin 2015, sur les 84 établissements actifs, 21 % relèvent du secteur de l'agriculture (pour 11 % sur le département), 6 % du secteur de l'industrie, 21 % du secteur de la construction, 44 % de celui du commerce et des services et 7 % du secteur de l'administration et de la santé.

## Culture locale et patrimoine

### Lieux et monuments

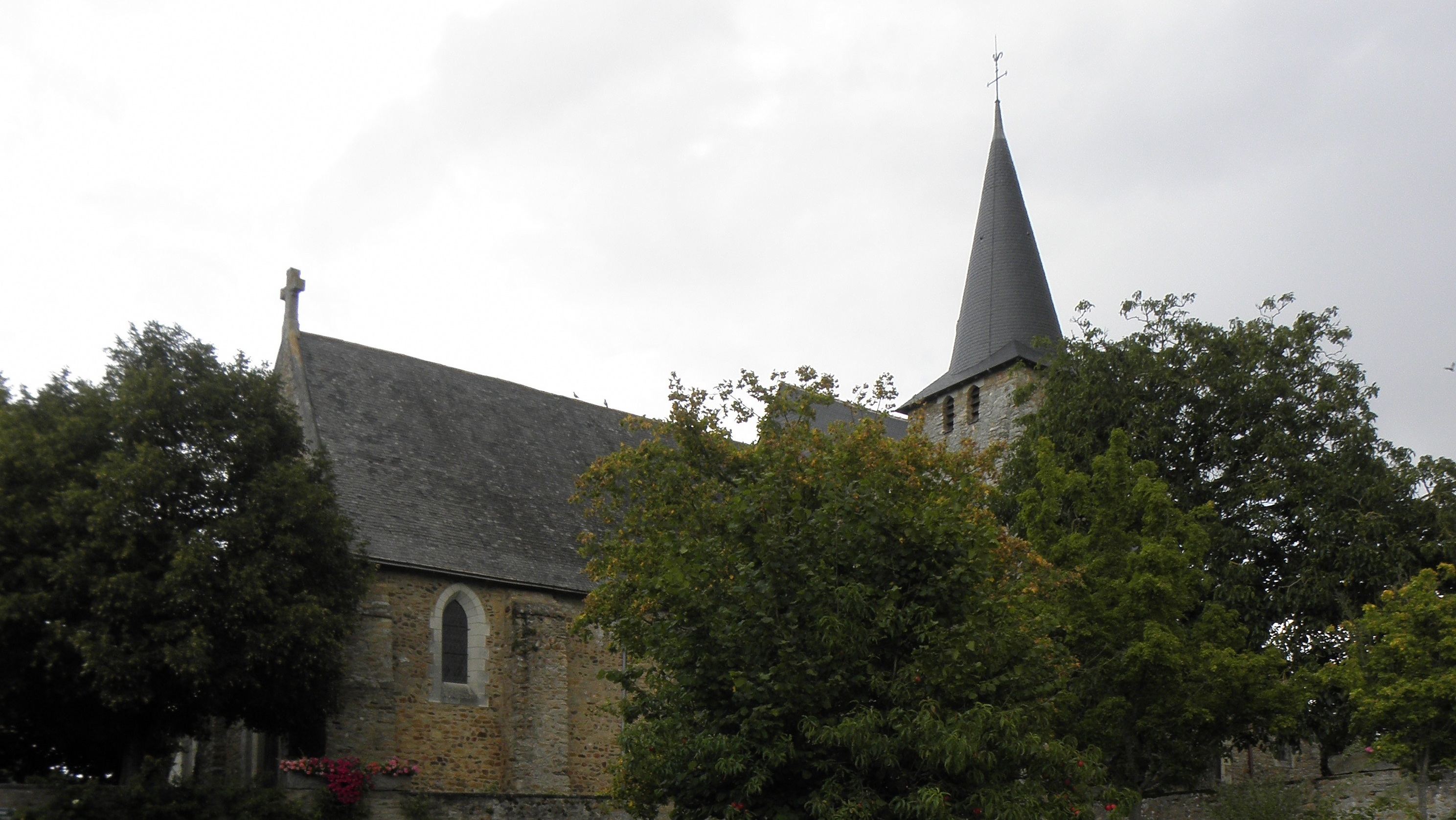
L'église paroissiale Saint-Martin.

- Église Saint-Martin ;
- Manoir de l'Aubinière ;
- Logis de la Harderie.